# Leutenhofen
Leutenhofen (mundartlich: Leitəhovə, Leithov) ist ein Gemeindeteil der Gemeinde Waltenhofen im bayerisch-schwäbischen Landkreis Oberallgäu. 

## Geographie
Das Dorf liegt circa 2,5 Kilometer nordwestlich von Waltenhofen. Südlich von Leutenhofen verläuft die Bundesstraße 12, im Norden befinden sich die Vorarlberger Gräber.

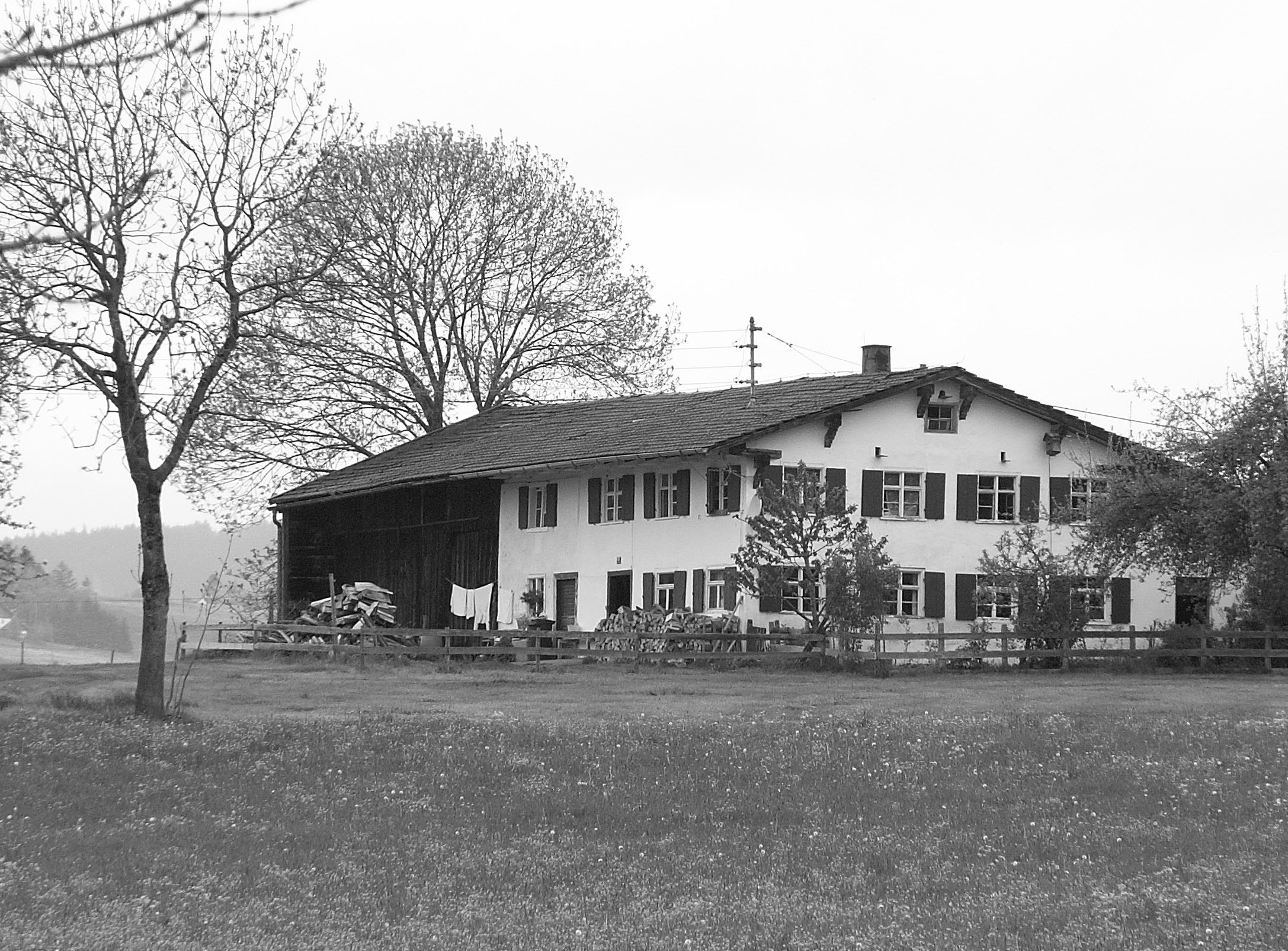
Baudenkmal in Leutenhofen

## Ortsname
Der Ortsname bedeutet bei den Höfen des Liute.

## Geschichte
Leutenhofen wurde erstmals urkundlich im Jahr 1277 mit Ritter Hartmann von Liutenhoven erwähnt. Im 14. Jahrhundert befand sich die Ortschaft in Reichsbesitz, im Jahr 1451 befanden sich die Güter im Ort in rothenfelsischen und stiftskemptischen Besitz. Im Jahr 1693 fand die Vereinödung von Leutenhofen mit 16 Teilnehmern statt.

## Baudenkmäler
Siehe: Liste der Baudenkmäler in Leutenhofen